# 漢密爾頓島

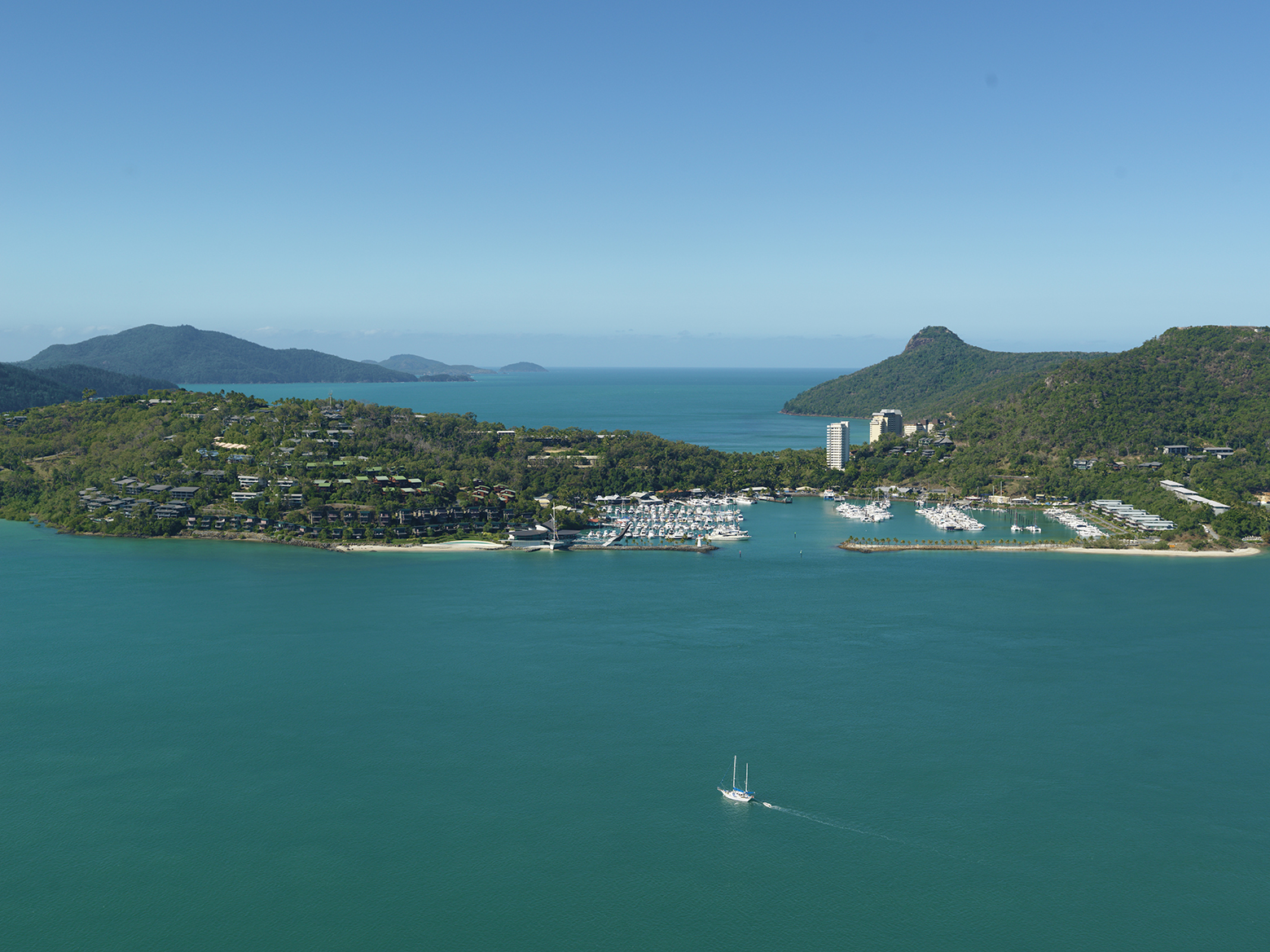

漢密爾頓島（英語：Hamilton Island）是位於澳大利亞昆士蘭州聖靈群島中的一個島嶼，也是聖靈群島有人居住的島嶼中面積最大的一座，以及大堡礁區域島嶼中唯一一個有商業機場的島嶼。其位置大約在布里斯本以北887（551英里）及凱恩斯以南512（318英里）。島上有人口1208人。